# Giuseppe Conte (scrittore)

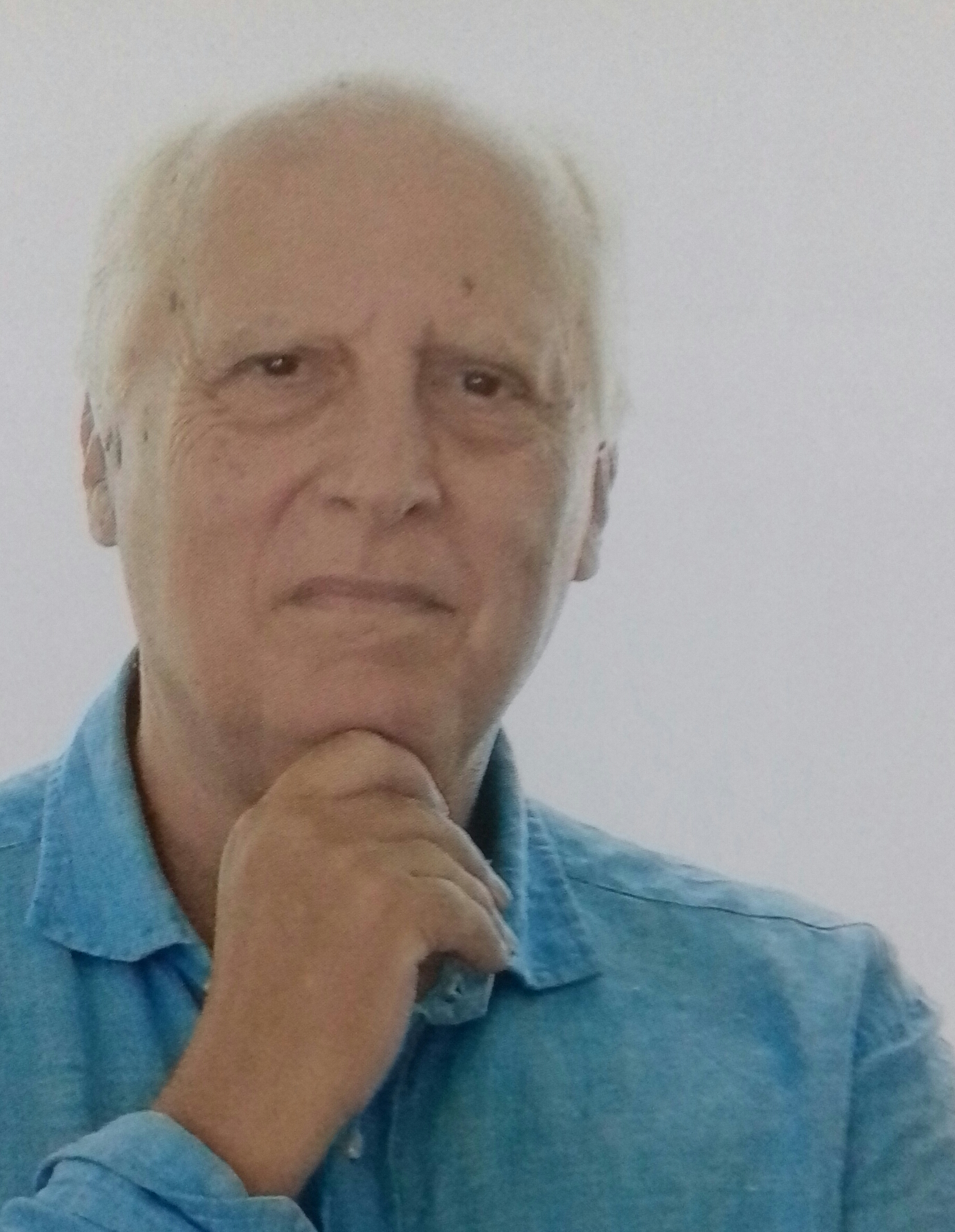

Giuseppe Conte (Imperia, 15 novembre 1945) è uno scrittore, poeta, librettista, drammaturgo, traduttore e critico letterario italiano.

## Biografia
Nato da madre ligure e da padre siciliano. Al 1946 risalgono i primi ricordi di Catania, del Giardino Bellini e della via Etnea. Frequenta a Porto Maurizio la scuola elementare e quella media, dimostrando presto un particolare interesse per la geografia, l'astronomia e la musica. Frequentando il "Ginnasio-Liceo De Amicis" a Oneglia, sviluppa i primi interessi letterari. Si esercita in questi anni alle prime traduzioni dall'inglese, compone i primi versi, alcune opere teatrali e la bozza di un romanzo che si ispira all'opera e allo stile di Laurence Sterne che, insieme a Omero, Shakespeare, Goethe, Foscolo e Shelley, riveste un ruolo significativo nella sua prima formazione. Legge con passione le opere di Mallarmé, Baudelaire, D.H. Lawrence e Henry Miller e inizia a sentire il desiderio di diventare scrittore.
Nel 1962 visita Parigi, Londra e Bath, dove frequenta una scuola di inglese. Nel 1964, dopo aver ottenuto la Maturità classica, si reca nuovamente a Parigi e nell'autunno si iscrive alla Facoltà di Lettere e Filosofia presso l'Università Statale di Milano dove si laurea in estetica con Gillo Dorfles nel 1968, lavorando sulla retorica seicentesca, che diventerà l'argomento del suo primo libro.
Scrive poesie. Negli anni settanta si impone all'attenzione della critica con due libri di poesia: Il processo di comunicazione secondo Sade (1975) e L'ultimo aprile bianco (1979) e negli anni ottanta si cimenta con successo anche nella narrativa con Primavera incendiata ed Equinozio d'autunno, cui faranno seguito, nei decenni successivi, L'impero e l'incanto (1995), Il terzo ufficiale (2002) e altri titoli fino a Sesso e apocalisse a Istanbul, uscito nel gennaio 2018.
Da inizi che in qualche modo si riallacciano ai testi della neo-avanguardia Conte procede verso la riscoperta del mito, del sacro, della natura. Nel 1994, in ottobre, promuove a Firenze l'occupazione pacifica della Basilica di Santa Croce con un gruppo di poeti (i capitani del Commando eroico, tra i quali Tomaso Kemeny, Roberto Carifi, Lamberto Garzia): pronuncia sul sagrato di Santa Croce un discorso in cui rivendica il primato etico e spirituale della poesia. Tra i messaggi di adesione, quelli di Lawrence Ferlinghetti, di Mary de Rachewiltz, di Mario Luzi, di Gao Xingjian.
Nel 1995-96 contribuisce a far sorgere il movimento del Mitomodernismo, partecipando con Tomaso Kemeny, Stefano Zecchi e altri a letture, conferenze e viaggi. Al primo Festival del Mitomodernismo di Alassio presenta l'opera L'Iliade e il jazz, con testi suoi e di Omero e musiche di Duke Ellington scelte dal bassista Dodo Goya. In collaborazione con Silvia Ronchey porta poesia e mito in televisione realizzando settimanalmente clips per il programma di Rai2 L'altra edicola. È invitato dall'UNESCO a rappresentare l'Italia nel World Institute for Opera and Poetry. Intanto collabora a diverse riviste e giornali quali Il Verri, Nuova Corrente, Sigma, Altro versante, la Stampa, il Giornale e Il Secolo XIX.
Nel 2006 vince con Ferite e rifioriture il Premio Viareggio sezione poesia. Ha prefato e/o tradotto opere di Walt Whitman, Adunis, Rabindranath Tagore, Jacques Prévert, Pablo Neruda, Serge Rezvani, Juan Gelman, Juan Uslé, William Blake, Percy Shelley, D. H. Lawrence, Victor Segalen e ha curato diverse antologie poetiche. Ha scritto il pamphlet Lettera ai disperati sulla primavera (2006) e opere teatrali e musicali come Boine (1986), Ungaretti fa l'amore (2000), e Nausicaa (2002).

## Opere

### Poesia
- Sulla divisibilità dell'io, inserita nell'antologia Zero: testi e anti-testi di poesia, a cura di Franco Cavallo, Altri Termini, Napoli 1974
- Èpater l'artiste, in “Altri Termini” n. 4-5, 1973-74, poi inserita nell'antologia Il pubblico della poesia, a cura di Alfonso Berardinelli e Franco Cordelli, Lerici, Cosenza 1975
- Il processo di comunicazione secondo Sade, Napoli, Edizioni di Altri Termini, 1975; Ancona, PeQuod, 2005
- L'ultimo aprile bianco, Milano, Guanda, 1979
- L'oceano e il ragazzo, 1983, Milano, TEA, 2002
- Le stagioni, Milano, BUR, 1988, premio Montale
- Dialogo del poeta e del messaggero, Milano, Mondadori, 1992
- Canto d'oriente e d'occidente, Milano, Mondadori, 1997
- La complicità del pane, Lecce, Manni, 1998
- Nuovi canti, Genova, San Marco dei Giustiniani, 2001
- Lettera ai disperati sulla primavera, Firenze, Ponte alle Grazie, 2002
- Ferite e rifioriture, Milano, Mondadori, 2006, Premio Viareggio
- Altro bene non c'è che conti: poesia italiana contemporanea per giovani innamorati, 2009, antologia poetica in collaborazione con Maurizio Cucchi e Roberto Mussapi
- Poesie, 1983-2015, introduzione di Giorgio Ficara; nota biografica e bibliografia a cura di Giulia Ricca, Milano, Oscar Mondadori, 2015.
- Non finirò di scrivere sul mare, Milano, Mondadori, 2019

### Narrativa
- Primavera incendiata, Milano, Feltrinelli, 1980
- Equinozio d'autunno, Milano, Rizzoli, 1987
- I giorni della nuvola, Milano, Rizzoli, 1990
- Fedeli d'amore, Milano, Rizzoli, 1993
- L'impero e l'incanto, Milano, Rizzoli, 1995; Premio Anthia 1996 - Genova, De Ferrari, 2003
- Il ragazzo che parla col sole, Milano, Longanesi, 1997, Premio Dessì[2]
- Il terzo ufficiale, Milano, Longanesi, 2002, Premio Letterario Basilicata[3], Premio Hemingway; Milano, TEA, 2005
- La casa delle onde, Milano, Longanesi, 2005, Premio Mondello
- L'adultera, Milano, Longanesi, 2008, Premio Stresa, Premio Letterario Internazionale  "Alessandro Manzoni - Città Di Lecco"[4]
- Il male veniva dal mare, Milano, Longanesi, 2013
- Sesso e apocalisse a Istanbul, Firenze-Milano, Giunti, 2018
- I senza cuore, Firenze-Milano, Giunti, 2019
- Nessuno può uccidere Medusa, Bompiani, 2024, ISBN 9788830110175

### Saggistica
- La metafora barocca: saggio sulle poetiche del Seicento, Milano, Mursia, 1972
- Metafora (a cura di), Milano, Feltrinelli, 1980
- Il mito giardino (con 10 disegni di Sandro Chia), Tema Celeste, 1990
- La lirica d'occidente (antologia), Parma, Guanda, 1990; Milano, TEA, 1998
- Terre del mito, Milano, Mondadori, 1991; Milano, Longanesi, 2009
- Manuale di poesia, Parma, Guanda, 1995
- Il sonno degli dèi: la fine dei tempi nei miti delle grandi civiltà, Milano, Rizzoli, 1999
- Il passaggio di Ermes: riflessione sul mito, Firenze, Ponte alle Grazie, 1999
- Poesia del mondo (antologia), Parma, Guanda, 2003
- Viaggio sentimentale in Liguria, Ventimiglia, Philobiblon, 2010
- Il mito greco e la manutenzione dell'anima, Firenza, Giunti, 2021

### Teatro e opera moderna
- Boine, due atti per la musica di Gianni Possio e per la messa in scena e interpretazione di Franco Carli, Rugginenti, Milano 1986
- Veglia, oratorio per soli, sestetto vocale e orchestra da camera su musica di Pasquale Scialò, da un'idea di Mimmo Paladino, Carsa Edizioni, Pescara 2002
- Le Roi Arthur et le sans-logis, MEET (edizione bilingue), 1995
- L'Iliade e il jazz, su musiche di Duke Ellington, rappresentato ad Alassio nell'estate 1995
- Ungaretti fa l'amore, Quaderni dell'Ariston, Sanremo 2000
- Nausicaa, in “Sincronie” n. 10, 2001; poi, con introduzione di Fabio Pierangeli, Vecchiarelli, Manziana (Roma) 2002

### Antologie, curatele, introduzioni
- La lirica d'Occidente. Dagli Inni omerici al Novecento, Guanda, Milano 1990; poi TEA, Milano 1998
- Almanacco del Mitomodernismo 2000, a cura di Giuseppe Conte, Tomaso Kemeny e Stefano Zecchi, editore Stalla, Alassio 2000
- Gli argonauti. Eretici della poesia per il XXI secolo, a cura di Gabriella Galzio, introduzione di Giuseppe Conte, Archivi del Novecento, Milano 2001
- La poesia del mondo. Lirica d'Occidente e d'Oriente, con uno scritto di Adonis, Guanda, Milano 2003

### Traduzioni
- Percy Bysshe Shelley, Ode al vento di ponente, seguito da Nota per una traduzione, “Il verri” n. 12, 1978
- David Herbert Lawrence, La donna che fuggì a cavallo, Guanda, Milano 1980
- William Blake, Canti dell'innocenza e Canti dell'esperienza, in Id., Opere, Guanda, Milano 1984
- David Herbert Lawrence, Poesie, Mondadori, Milano 1987
- Percy Bysshe Shelley, Poesie, Rizzoli, Milano 1989
- Serge Rezvani, L'ottavo flagello, Rizzoli, Milano 1991
- Walt Whitman, Foglie d'erba, Mondadori, Milano 1991
- Walt Whitman, O capitano! Mio capitano!, Mondadori, Milano 1995
- David Herbert Lawrence, Mattino di primavera e altre poesie, Passigli Editori, Firenze 2008